# Felipe Garín Llombart
 (mai 2025).
Si vous disposez d'ouvrages ou d'articles de référence ou si vous connaissez des sites web de qualité traitant du thème abordé ici, merci de compléter l'article en donnant les références utiles à sa vérifiabilité et en les liant à la section « Notes et références ».
Felipe Vicente Garín Llombart, né à Valence en 1943 et mort à Valence le 6 septembre 2023, est un historien de l'art et muséologue espagnol.

## Biographie
Professeur d'histoire de l'art à l'université polytechnique de Valence, il siège à partir de 1985 au conseil d'administration du musée du Prado, dont il devient le directeur entre 1991 et 1993,.
Sous sa direction, les travaux de la quatrième phase de rénovation du musée du Prado, qui concernait plus de cinquante salles, ont été achevés. En 1992, le Guernica de Picasso a été transféré du Casón del Buen Retiro au Museo Nacional Centro de Arte Reina Sofía, après quoi le bâtiment a été entièrement remodelé et les collections ont été réorganisées. Sous sa direction, le musée a incorporé un nombre important d'œuvres.
En outre, l'historien et critique d'art a dirigé l'Institut Cervantès de Rome et a promu l'exposition des peintures de Sorolla Visión de España. Décédé en 2023, Garin a marqué l'enseignement de générations d'historiens de l'art espagnols et occupait déjà une place particulière dans l'histoire de la muséographie pour son passage bref mais substantiel dans la galerie d'art du musée du Prado, la plus importante d'Espagne. À Valence son œuvre est gigantesque et couvre un large éventail de domaines.
Spécialiste des peintres espagnols tels que Juan de Juanes et le peintre valencien Joaquín Sorolla, Garín Llombart a été l'inspirateur et le responsable de l'exposition Vision of Spain à Valence, présentant des peintures de Sorolla de la Hispanic Society de New York.

## Gestion des expositions dans les musées
Expositions
- El siglo XV valenciano, Valencia-Madrid (1973).
- Vicente López (1772-1850), Ayuntamiento Valencia (1972).
- José Garnelo y Alda, Valencia-Madrid 1976.
- Pintura española del siglo XX, Museo de Arte Moderno. México D.F. (1978).
- Joan de Juanes, Valencia-Madrid (1979-1980).
- Ignacio Pinazo, Valencia-Madrid (1981).
- Cien años de cultura manchega, Madrid (1982).
- Los Sorolla de La Habana, Valencia, Madrid, Barcelona, Alicante, Palma (1985).
- Los Pinazo. Cien años de expresión artística, Valencia-Alicante (1990-1991).
- Tesoros del arte español, Pabellón de España, Expo Sevilla. (1992).
- Los Benlliure, retrato de familia, Roma-Valencia (1998).
- Pintura preciosista de la Colección Carmen Thyssen , Catania-Roma- Valencia(1999).
- Velázquez, il suo terzo viaggio a Italia, Roma (2001).
- Que trata de España. Artistas españoles en la colección de la CGIL, Roma (2002).
- , I Borgia, l´arte del potere, Valencia-Roma (2002).
- Juan Barjola, Valencia-Gijón (2006).
- Empresas con arte. Una mirada a la pintura española contemporánea, Madrid (2008).
- La visión de España, de Sorolla. Colección de la Hispanic Society New York. Exposiciones en Valencia, Barcelona, Madrid, Bilbao, Sevilla, Málaga (2007-2009).
- Jaime I. Memoria y mito histórico, Valencia (2008-2009).
- Valencia 1909-2009. Cien años de diálogo de pintura y escultura, Valencia (2009).
- La luz de las imágenes. La gloria del barroco, Valencia (2009-2010).
- Ramón de Soto. La elipse del tiempo, Alfaz del Pi (2009-2010).
- Victoria Cano. El poder de la huella, Roma (2010).
- La colección artística del Colegio Imperial de Niños Huérfanos de San Vicente Ferrer, Valencia (2010).
- Antonio Tomás, Valencia (2011).
- Un tiempo, un espacio. Uiso Alemany-Vicente Peris, Valencia (2011).
- Crowns. Juan Genovés, Valencia (2013).
- Colección Mariano Yera, Alicante,Castellón,Valencia (2014-2015).
- Colección Abelló, Madrid (2014-2015).

## Mérites et reconnaissances
- Médaille d'argent du mérite des beaux-arts. Ministère espagnol de la culture (1982).
- Ordre du mérite de la République italienne (1994)[7].
- Menció del Número d'Ordre al Mèrit Civil. Espagne (2002).
- Grand-croix de l'ordre de Jaume I Generalitat Valenciana (Valence 2008)[8].

## Publications
- Tomás Facundo and Felipe Garín, Los retratos de Joaquín Sorolla en el museo de Bellas Artes de Bilbao, B 9: 219-254.
- Felipe Garín, Nuevo Museo en Valencia, Archivo Español de Arte, 27.108 (1954): 372.
- Felipe Garín, Vicente Ferrero (2014).
- Felipe Garín, Alessandro VI a Roma: Cultura e Committenza Artistica, I Borgia (2002): 119-129.
- Felipe Garín, Genovés. Mis tres encuentros con su obra (2011).